# Marie-Joseph Jacques Bermond
Pour les articles homonymes, voir Bermond.
Marie-Joseph Jacques Bermond est un homme politique français né le 18 juin 1759 à Toulouse (Haute-Garonne) et décédé le 9 juillet 1838 à Gaillac (Tarn).
Président de l'administration municipale de Gaillac sous la Révolution, il est membre du conseil des Cinq-cents de 1798 à 1799. Sous-préfet de Gaillac sous l'Empire, il est député du Tarn de 1831 à 1834, siégeant dans la majorité soutenant les ministères de la Monarchie de Juillet.

## Sources
- « Marie-Joseph Jacques Bermond », dans Adolphe Robert et Gaston Cougny, Dictionnaire des parlementaires français, Edgar Bourloton, 1889-1891 [détail de l’édition]